# Campochaera sloetii
Campochaera sloetii là một loài chim trong họ Campephagidae. Chúng là loài duy nhất trong chi đơn loài Campochaera.
Loài này thường được tìm thấy ở Indonesia và Papua New Guinea.